# Bisdom Kottar
Het bisdom Kottar (Latijn: Dioecesis Kottarensis) is een rooms-katholiek bisdom met als zetel Kottar, een marktplaats en voormalig dorp in de stad Nagercoil, in India. Het bisdom is suffragaan aan het aartsbisdom Madurai. 

## Geschiedenis
Het bisdom werd opgericht op 26 mei 1930, uit delen van het bisdom Quilon.

## Parochies
Het bisdom had in 2021 een oppervlakte van 750 km2 en telde 869.702 inwoners waarvan 30,9% rooms-katholiek was.

## Bisschoppen
- Lawrence Pereira (26 mei 1930 - 5 januari 1938)
- Thomas Roch Agniswami (5 januari 1939 - 23 november 1970)
- Marianus Arokiasamy (23 november 1970 - 3 juli 1987)
- Leon Augustine Tharmaraj (14 november 1988 - 16 januari 2007)
- Peter Remigius (30 juni 2007 - 20 mei 2017)
- Nazarene Soosai (20 mei 2017 - heden)

## Galerij van afbeeldingen

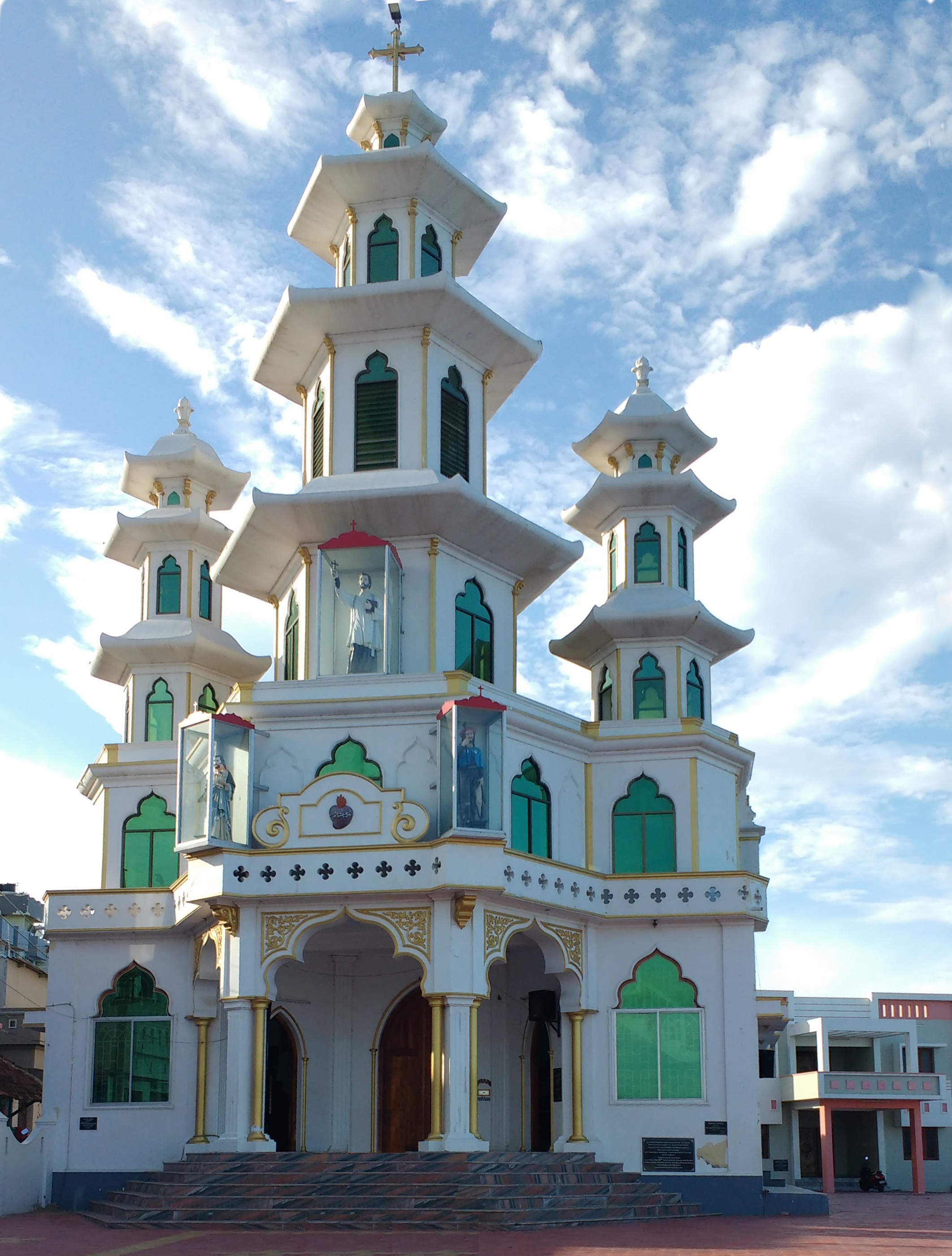
Saint Arockiya Nathar-kerk in Vavathurai
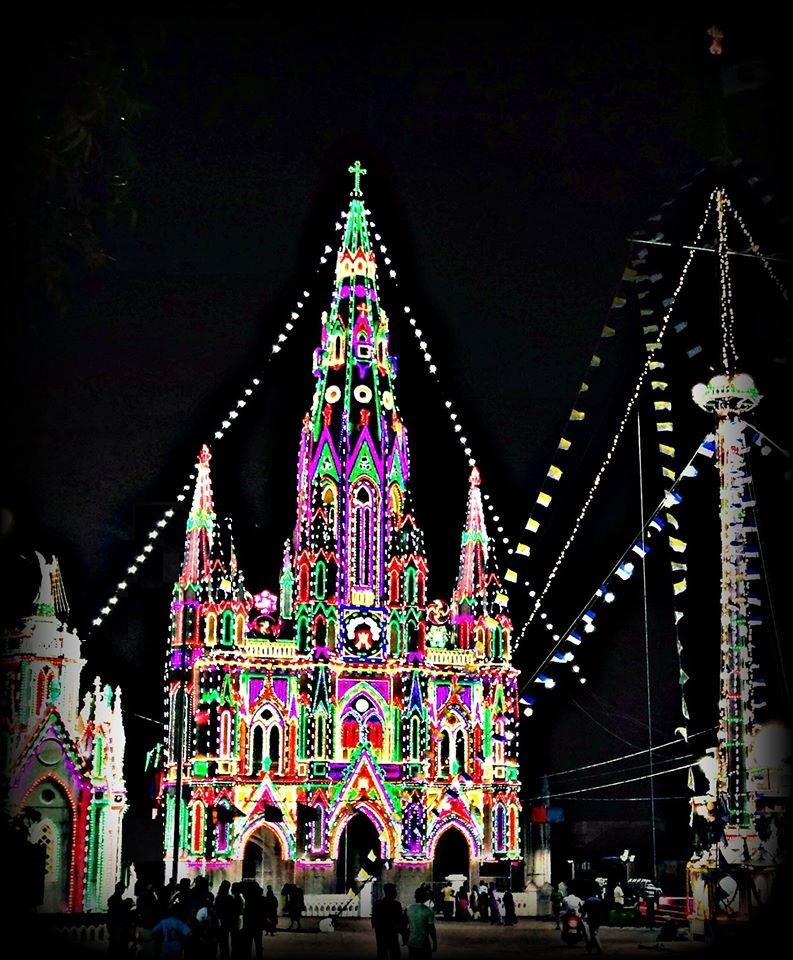
Our Lady of Ransom-kerk in Kanyakumari

Madurai (aartsbisdom) · Dindigul · Kottar · Kuzhithurai · Palayamkottai · Sivagangai · Tiruchirapalli · Tuticorin